# Sommersby
Sommersby és un remake estatunidenc de 1993 sobre la fi de la guerra de Secessió de la pel·lícula francesa de 1982 Le Retour de Martin Guerre, inspirada en un cas real d'usurpació d'identitat ocorregut al Comtat de Foix el segle xvi. Ha estat doblada al català.

## Argument
Just després de la fi de la guerra de Secessió, Jack Sommersby ha desaparegut, sens dubte mort en combat, i la seva dona Laurel ha agafat les regnes dels assumptes de la propietat sense ell. No ho lamenta gaire, ja que era un home rude i un marit abusiu.
Però un dia Jack torna. Laurel el troba més delicat i completament canviat. És un impostor?

## Repartiment
- Richard Gere: John Robert 'Jack' Sommersby
- Jodie Foster: Laurel Sommersby
- Bill Pullman: Orin Meecham
- James Earl Jones: jutge Barry Conrad Issacs
- Lanny Flaherty: Buck
- William Windom: reverend Powell
- Wendell Wellman: Travis
- Brett Kelley: petit Rob
- Clarice Taylor: Esther
- Frankie Faison: Joseph
- R. Lee Ermey: Dick Mead
- Richard Hamilton: Doc Evans
- Karen Kirschenbauer: Mme Evans
- Carter McNeese: Wilson, botiguer
- Dean Whitworth: Tom Clemmons
- Stan Kelly: John Green
- Stephanie Weaver: Mme Bundy
- Khaz B: Eli

## Premis
- Best Motion Picture Script per Nicholas Meyer i Sarah Kernochan als premis Spur el 1994.